# Partei für ein freies Leben in Kurdistan

Flagge der PJAK

Die Partei für ein freies Leben in Kurdistan (Partiya Jiyana Azad a Kurdistanê, PJAK) ist eine militante kurdische Untergrundorganisation im Iran mit Stützpunkten im Nordirak. Die PJAK ist eine Schwesterorganisation der Arbeiterpartei Kurdistans (PKK). Sie führt einen bewaffneten Kampf für mehr Autonomie der Kurden im Iran. Geführt wird die PJAK von dem in Köln wohnhaften Abdul Rahman Haji Ahmadi, genannt Haji Ahmadi. Erstmals bundesweite Aufmerksamkeit erregte die Organisation im Juni 2007, als durch einen Beitrag der Fernsehsendung Monitor bekannt wurde, dass die PJAK auch in Deutschland Guerillakämpfer rekrutiert. Rückzugsgebiet der PJAK sind die Kandil-Berge.

## Organisationsstruktur
Die PJAK wurde am 4. April 2004 durch ihren Gründungskongress offiziell gegründet. Der zweite Kongress erfolgte im Januar 2006. Organisatorisch ist sie als Schwesterorganisation der PKK zu werten. Die PKK unterhält Schwesterorganisationen in allen Teilen Kurdistans: in Syrien die „Partei der Demokratischen Union“ (PYD), im Irak die „Partei für eine politische Lösung in Kurdistan“ (PCDK) und im Iran die PJAK. Die PJAK ihrerseits besteht aus folgenden Unterorganisationen:
1. „Union der Jugendlichen Ostkurdistans“ (Yekitîya Ciwanên Rojhilatê Kurdistan, YCRK) – dabei handelt es sich um die Jugendorganisation der Partei;
2. „Union der Frauen Ostkurdistans“ (Yekitîya Jinên Rojhilatê Kurdistan, YJRK) – dabei handelt es sich um die Frauenorganisation der PJAK;
3. „Ostkurdistankräfte“ (Yekite Rojhilatê Kurdistan, YRK) – die HRK sind der militärische Arm der Bewegung und unterhalten ca. 1.000 Kämpfer. Rund 400 von ihnen sind Frauen.[5][6] Nach Angaben von Akif Zagros sei die PJAK nicht dazu geschaffen, die iranische Armee zu besiegen. Zur Anwendung kämen vor allem Guerilla-Techniken. Auch würden die Kämpfer gegen Repressalien oder zum Schutz der politischen Aktivisten in Ost-Kurdistan eingesetzt;[7]
4. „Union der Demokratischen Presse“ (Yekitîya Ragihandina Demokratîk, YRD).
5. Ferner existiert ein nicht näher bezeichneter „politischer Arm“ der Organisation.

### PKK und PJAK
Die PJAK besteht darauf, dass sie sich von der PKK unterscheidet. Beide Parteien teilen sich jedoch Abdullah Öcalans Ideologie des demokratischen Konföderalismus und verfolgen dieselben Ziele mit ähnlichen Methoden. Des Weiteren gibt es personelle Überschneidungen bei der Führung und bei den Mitgliedern. Die zentrale Figur beider Organisationen ist der auf İmralı inhaftierte frühere PKK-Führer, Abdullah Öcalan. PJAK-Führer Haji Ahmadi bezeichnete ihn in einem Interview als denjenigen, der den Kampf der PJAK definiere. Führende Funktionäre und gleichzeitig frühere PKK-Mitglieder sind beispielsweise Ihsan Varya, Leiter des Koordinationskomitees, und Gulistan Doğan, Führerin der Frauenorganisation. Das im Mai 2006 gestorbene Führungsmitglied der PJAK, Xizir Xiringe (Deckname: Akif Zagros), war ebenfalls ein führendes PKK-Mitglied. Auch die im Mai 2008 getötete Esmer Demir (Deckname Xane) war in beiden Organisationen tätig. Ferner überschneiden sich Operationsgebiete, bzw. Rückzugsgebiete beider Organisationen.
Im Gegensatz zur PKK wird die PJAK vonseiten der USA nicht direkt als terroristische Organisation eingestuft, nach Aussagen der PJAK wird diese sogar von den USA unterstützt. Seymour Hersh, ein bekannter Muckraker, schrieb in The New Yorker, dass die PJAK von den USA und von Israel finanziell sowie mit Waffenlieferungen unterstützt werde, als seine Quellen gab er unter anderem Dennis Kucinich an. Im Jahre 2009 listete das US-amerikanische Schatzamt die Organisation als terroristische Organisation.

## Ideologie
Hauptbestandteil der Ideologie ist der sogenannte Demokratische Konföderalismus, eine der Theorie nach basisdemokratische konföderale Vereinigung aller Kurden der vier Teile Kurdistans. Diese Konföderation soll ohne Bildung eines eigenen Staates vonstattengehen. Ferner legt die Organisation großen Wert auf die Emanzipation der Frau.

## Bewaffnete Auseinandersetzungen
Seit 2007 nehmen die Gefechte an Intensität zu. Beide Seiten meldeten vermehrt Opfer auf Seiten des Gegners. Auch wurde ein iranischer Hubschrauber abgeschossen. Im August 2007 starteten die Streitkräfte des Iran eine größere Offensive gegen die Präsenz der PJAK in Nordirak und nahmen Lager der PJAK und kurdische Dörfer unter Artilleriebeschuss. Der Iran hat keine offizielle Erklärung über Operationen im Irak abgeben. Protest kam von der kurdischen Regionalregierung der Autonomen Region Kurdistan. Die iranische Regierung will mit dem Bau einer Sperrmauer am Grenzübergang zum Irak die PJAK aus dem Iran heraushalten. Der Bundesnachrichtendienst soll mit der PJAK in Kontakt stehen.
Im Januar 2009 bekannte sich die Kommandozentrale der Guerilla der PJAK zur Ermordung des Staatsanwaltes Hajgholizadeh in Choy als Vergeltung gegen Todesurteile gegen Parteimitglieder, die dieser erwirkt hatte.

## Waffenstillstand
Die PJAK erklärte am 4. September 2011 einen Waffenstillstand (wirksam ab dem Folgetag) gegenüber dem Iran. Diese Erklärung erfolgte vor einem Besuch Masud Barzanis im Iran, laut der PJAK nahestehenden Quellen, um die Verhandlungsposition Barzanis zu stärken.